# やしきたかじん シングル・コレクション 1976-1982
『やしきたかじん シングル・コレクション 1976-1982』は、2014年12月3日にキングレコードから発売された、やしきたかじんのベスト・アルバム。

## 解説
2014年1月3日、やしきたかじんが逝去したことを受け発売された、追悼盤。本作はたかじんが1976年～1982年迄に在籍したキングレコード時代の全10枚のシングル・レコード、両面19曲を纏めたDisc1と、ボーナス・ディスクとして、自主制作盤で即発売禁止となった「娼婦和子」「さよならの言葉」を始め、モノラル録音で残された過去の秘蔵音源とMCを数多収録した22曲入りDisc2の2枚組で構成されている。

## 収録曲
Disc.1
1. ゆめいらんかね（03:55）
2. 流れ者（03:45）
3. 君はどこへ（3:17）
4. ほんの昔（2:55）
5. 焼けた道（3:56）
6. けもの道（4:01）
7. ながばなし（4:34）
8. 近頃の人生（2:51）
9. 明日になれば（4:55）
10. 今さら…（3:14）
11. Walking On（3:20）
12. 砂の十字架（4:56）
13. スターチルドレン（4:17）
14. かりそめのパートナー（3:23）
15. スマイル・アゲイン（4:15）
16. 横顔（4:18）
17. ルームナンバー301（3:46）
18. 愛の時代に（2:52）
19. さよならの落としもの（4:04）

Disc.2
1. 夜のピアノ (MONO)（3:11）
2. イージーダンス (MONO)（4:00）
3. 挨拶など (MC)(MONO)（2:25）
4. 雨に消えて (MONO)（3:14）
5. たかじんの名前の話 (MC)(MONO)（3:49）
6. 踊るスリランカ (MONO)（3:21）
7. たかじんの喧嘩戦法、パトカーが来た話 (MC)(MONO)（6:03）
8. 今さら… (MONO)（3:19）
9. 旅に唄あれば (MONO)（3:28）
10. 今回の東京進出の話 (MC)(MONO)（3:58）
11. 近頃の人生 (MONO)（3:09）
12. 大阪大衆音楽祭の話 (MC)(MONO)（1:24）
13. ながばなし (MONO)（5:19）
14. この椅子で (MONO)（4:25）
15. 西本願寺ホールなど、思い出話 (MC)(MONO)（3:05）
16. 明日になれば (MONO)（5:40）
17. 鳳蘭に作った曲 (MC)(MONO)（1:23）
18. ラスト・ショー (MONO)（4:33）
19. 最後にいちばん思い出に残っているデビュー曲 (MC)(MONO)（0:50）
20. ゆめいらんかね (MONO)（4:12）
21. 娼婦和子(Special Bonus Tracks)（3:00）
22. さよならの言葉 (Special Bonus Tracks)（4:55）